# WHO!?
『WHO!?』（フー）は、板本こうこの漫画。少女漫画雑誌「mimi」（講談社）で連載された。単行本は講談社KC mimiより全8巻で刊行された。1997年にはTBS系列でテレビドラマ化された。

## あらすじ
高校3年生の東山風子（ふうこ）は、父親の転勤を機に、東京は向島にある大福屋（だいふくや）という和菓子店の長男・吉生と結婚する。店を切り盛りするしっかり者の母親をはじめ、父親・おじいちゃん・おばあちゃん・姉・妹・弟の8人家族に飛びこんだ、風子の新しい生活が始まる。

## テレビドラマ
TBS系の「花王 愛の劇場」枠で、1997年9月1日から10月31日に放送された。放送時間は月曜から金曜の13:00-13:30（JST）。全9週、45回。

### キャスト
- 東山風子 - 星野真理（現・星野真里）
高校3年生。将来の夢は「お嫁さん」。たまたま通りかかった「大福屋」の店頭で吉生を見て、一目ぼれする。
- 大福美乃 - 木の実ナナ
和菓子店「大福屋」の女将。吉生の母。
- 大福吉生 - 正木蒼二
「大福屋」の和菓子職人。
- 大福吉乃 - 杉本彩
- 大福吉美 - 渋谷琴乃
- 大福吉郎 - いしいすぐる
- 三枝美里 - そめやゆきこ
- 田村愛 - 前田亜季
- 大福吉兵衛 - 奥村公延
大福家のおじいちゃん。
- 大福カツ - 銀粉蝶
- 大福サダ - 花原照子
- 大福吉造 - 石橋正次
- 小倉 - 田中優樹
- 由美 - 真家瑠美子

### スタッフ
- 脚本 - 宇山圭子、村田恭子、田中裕之
- 演出 - 日名子雅彦、岡島明、北川学
- 製作 - ケイファクトリー、TBS

### 主題歌
- 「Feel」作詞･作曲：GARDEN/編曲：GARDEN・森英治/歌：GARDEN